# Pinochius nitidicollis
Pinochius nitidicollis – gatunek pluskwiaka z podrzędu różnoskrzydłych i rodziny Schizopteridae.

## Taksonomia
Gatunek opisany został w 1966 roku przez Rauno E. Linnavouriego na podstawie okazu samicy, odłowionego w 1933 roku w Gizie przez H. Priesnera.

## Opis
Makropteryczny gatunek osiągający 0,6-0,7 mm długości ciała. Ciało szeroko-owalne, ubarwione ciemno kawowo-brązowo. Głowa, przedplecza i tarczka silnie błyszczące. Półpokrywy mniej błyszczące, u nasady ciemnobrązowe, stopniowo przechodzące w żółtawo-brązowy ku krawędzi ramieniowej (kostalnej) i wierzchołkowi. Odnóża i czułki żółtawo-brązowe. Włoski długie i żółtawe. Głowa tak szeroka jak przedplecze, pokryta sterczącymi włoskami, szeroko zaokrąglona z przodu. Przedplecze wypukłe, dwukrotnie szersze niż długie, o bocznych brzegach prawie prostych a tylnym nieco zafalowanym. Półpokrywy sięgające za odwłok. Żyłki zaopatrzone w dwa rzędy włosków, szczególnie długich w części wierzchołkowej i na krawędzi ramieniowej.

## Występowanie
Gatunek zamieszkuje Egipt, gdzie wykazany został z Gizy.